# Disclose
Disclose est un site web d'investigation français fondé en 2018.
Mathias Destal et Geoffrey Livolsi, soutenus par douze journalistes, lancent le 6 novembre 2018 Disclose, « média à but non lucratif enquêtant sur des sujets d'intérêt public ». Sa création s'inspire des modèles de ProPublica aux États-Unis et Correctiv en Allemagne.

## Fonctionnement

### Comité éditorial
Un comité éditorial d'une quinzaine de personnes détermine les sujets d'enquête, choisis parmi six thématiques : les crimes environnementaux, les enjeux énergétiques, la délinquance financière, la santé publique, les industries agroalimentaires et les libertés fondamentales,.
Le comité comprend notamment Jean-Pierre Canet (co-créateur de Cash Investigation et ancien rédacteur en chef d’Envoyé spécial), Benoît Collombat (France Inter) et Philippe Pujol.

### Conseil de surveillance
Le conseil de surveillance est composé de dix membres de la société civile. L’économiste Julia Cagé, l’avocate de la presse Virginie Marquet, et Céline Bardet, juriste spécialisée dans les questions de crimes de guerre.

## Financement
Une opération de financement participatif atteint son objectif de 81 999 € en décembre 2018. Le modèle de Disclose suppose de financer le journalisme d’investigation par la philanthropie,,, auprès de particuliers et de mécènes, à l'exclusion de toute fondation d'entreprise.
Disclose obtient en février et mars 2019 le soutien des fondations Un monde par tous et de l'Open Society Foundations. En 2022, 68 % de ses revenus provenait de fondations dont Open Society Foundations for Europe, Luminate, Open Society Institute, Fondation Adessium.

## Partenariats
Disclose conclut des partenariats avec Mediapart, Konbini, Marsactu, Arte, la cellule investigation de Radio France, Rue89 Bordeaux, Rue89 Strasbourg et Rue89 Lyon, et The Intercept,. Les médias partenaires reçoivent les enquêtes de Disclose et s'engagent à les diffuser gratuitement.

## Enquêtes

### «Made in France»
La première enquête, publiée en avril 2019, se fonde sur une note du renseignement militaire français, qui indique que des armes fournies par la France à l'Arabie saoudite et aux Émirats arabes unis peuvent, en contradiction du discours officiel, être utilisées dans le cadre du conflit au Yémen, provoquer la mort de populations civiles,, et servir une « stratégie de la famine ». Les armes visées par cette enquête sont notamment les canons Caesar qui, bien qu'utilisés « en défensive », ont une portée telle qu'ils menacent plus de 400 000 civils yéménites.
Après qu'une plainte a été déposée par le ministère des Armées, le parquet de Paris ouvre une enquête préliminaire et deux journalistes, cofondateurs de Disclose, de même qu'un de leurs confrères de la cellule d'investigation de Radio France, sont convoqués par la Direction générale de la Sécurité intérieure (DGSI) en tant que suspects libres pour « compromission du secret de la défense nationale ». Disclose, Arte Info, Konbini et Mediapart estiment que « cette enquête de police est une atteinte à la liberté de la presse, qui suppose le secret des sources d’information des journalistes ». Amnesty International France indique que l'argument du secret-défense ne peut servir à dissimuler une complicité indirecte de crimes de guerre. De nombreuses sociétés de journalistes publient le 25 avril une tribune de soutien aux journalistes convoqués,,. Reporters sans frontières critique les menaces de poursuites envers les journalistes convoqués ; dix-sept ONG (parmi lesquelles Amnesty International, la Fédération internationale des ligues des droits de l'homme, Human Rights Watch, Médecins du monde, Action contre la faim et Sherpa) dénoncent également « une atteinte inacceptable à la liberté de la presse et la protection des sources journalistiques ». Le journaliste de Disclose Michel Despratx est également convoqué par la DGSI plus tard en mai 2019,. En janvier 2020, le parquet de Paris notifie un rappel à la loi aux journalistes, sans engager de poursuites.
En mai 2019, les exportations françaises d'armes vers l'Arabie saoudite se poursuivent, au départ du port du Havre, avec le soutien du chef de l'État français.

### «Le revers de la médaille»
En décembre 2019, Disclose publie l'enquête de Daphné Gastaldi, Mathieu Martinière et de journalistes indépendants du collectif We Report. Consacrée à la pédophilie dans le sport en France, elle présente 77 affaires ayant causé 276 victimes en France de 1970 à 2019. L'analyse montre une fréquence importante de la récidive des éducateurs sportifs bénévoles, et indique que de nombreux responsables déjà condamnés ou soumis à une procédure judiciaire continuent d'exercer comme encadrants sportifs, en raison d'un défaut de signalement, ce qui contrevient aux dispositions de l'article 40 du code pénal et de l'article 212-9 du code du sport : « la plupart du temps, les agresseurs présumés sont protégés par les instances dirigeantes », et ainsi « dans un cas sur quatre, le club s’est rangé du côté de l’agresseur présumé au détriment des enfants ou adolescents qui se disent victimes »,,,,.
En juillet 2020, plus de 90 procédures judiciaires font suite à ces révélations.
L'enquête est adaptée en bande dessinée pour La Revue dessinée à l'été 2020.

### «L'Ogre du lait»
L'enquête de Mathias Destal, Mariane Kerfriden, Inès Léraud et Geoffrey Livolsi sur le groupe Lactalis pointe en octobre 2020 des pratiques de mouillage du lait — pratique illégale consistant à ajouter de l'eau au lait de consommation ou aux yaourts — et des soupçons d'évasion fiscale via le Luxembourg, de même qu'un sentiment d'impunité de l'entreprise face à la loi, en raison « d'amendes modestes », notamment lors du déversement de détergents industriels en quantité. Pour cette enquête, Disclose collabore avec Mediapart, Le Poulpe, The Guardian, Envoyé spécial mais aussi Brut et France Culture.

### Élevage intensif, déforestation et industrie agroalimentaire
Menée en partenariat avec le Bureau of Investigative Journalism, l'enquête « Les obstinés de l'élevage intensif » révèle le rôle joué par le groupe Carrefour dans la déforestation du bassin amazonien au Brésil,.

### «Toxique» et les essais nucléaires français
« Toxique » est une enquête menée au long cours en collaboration avec le programme Science & Global Security de l’université de Princeton. Elle dévoile à partir de documents déclassifiés les lourdes conséquences des essais atmosphériques en Polynésie française, et la sous-évaluation systématique des effets des retombées sur les populations civiles,.

### «Les mémos de la terreur» ou «Egypt Papers»
En 2021, Disclose publie une enquête basée sur plusieurs centaines de documents fournis par un informateur anonyme souhaitant rompre le silence afin de dénoncer un potentiel scandale d’État, et qui constitue une fuite sans précédent de documents classés secret défense issus de la direction du Renseignement Militaire, de l’État-major et du Ministère des Armées français. Ces documents concernent l'opération Sirli, une mission de renseignement menée par l'armée française pour l'armée égyptienne, dans un objectif officiel de lutte antiterroriste ; ils révèlent que les informations fournies par la France ont en réalité conduit à des frappes égyptiennes contre des civils, soit des exécutions extrajudiciaires menées par la dictature dirigée par Abdel Fattah al-Sissi, dérive contre lesquelles les militaires de terrain ont alerté jusqu'aux plus hauts niveaux de l’État et de la hiérarchie militaire. C'est l'absence de réponse à ces préoccupations qui aurait poussé la source anonyme à briser le secret-défense et fournir les documents à Disclose.

### Perenco Files
Le média dévoile les conflits d’intérêts non déclarés par Agnès Pannier-Runacher, dans une enquête qui provoque de vives réactions.

## Distinctions
Disclose remporte en septembre 2019 le Visa d’or de l’information numérique au festival international de photojournalisme Visa pour l'image, pour son enquête « Made in France ». L'enquête est également récompensée en février 2020 par le prix du meilleur reportage de données lors des Sigma data awards.